# 迭地亞起司
迭地亞起司（西班牙語：Queso de tetilla）是一種產自西班牙加利西亞地區的牛奶起司。傳統上迭地亞起司被塑造成尖頂圓錐形，類似人類的乳房，是加利西亞美食中的常見元素，通常用作甜點。

## 特點
tetilla（西班牙語為“小胸”的意思；這個詞也是加利西亞語的官方名稱）這個名字描述了奶酪的形狀，它是圓錐形的，頂部有一個乳頭狀的峰。
乳酪呈淡黃色至象牙色，外皮細緻、薄，內部柔軟、奶油狀、均勻。其味道和香氣被描述為黃油味、微酸、微鹹，傳統上在晚餐後或作為甜點供應，但也可以在需要柔軟、易融化起司的其他菜餚中享用。